# La Haute-Gaspésie
La Haute-Gaspésie – regionalna gmina hrabstwa (MRC) w regionie administracyjnym Gaspésie–Îles-de-la-Madeleine prowincji Quebec, w Kanadzie. Stolicą jest miasto Sainte-Anne-des-Monts. Składa się z 10 gmin: 2 miast, 4 gmin, 2 wsi i 2 terytoriów niezorganizowanych.
La Haute-Gaspésie ma 12 088 mieszkańców. Język francuski jest językiem ojczystym dla 99,1%, angielski dla 0,5% mieszkańców (2011).